# Franc Miklošič
Franc Miklošič, Franz von Miklosich (ur. 20 listopada 1813 w Radomerščaku k. Ljutomera, zm. 7 marca 1891 w Wiedniu) – słoweński językoznawca i slawista.

## Życiorys
Ukończył studia na Uniwersytecie w Grazu z tytułem doktora filozofii, w 1838 obronił pracę doktorską z prawa w Wiedniu. Profesor filologii słowiańskiej na uniwersytecie w Wiedniu (1849–1886), w latach 1853-1854 rektor uniwersytetuczłonek Akademii w Wiedniu. Jest uważany za twórcę gramatyki porównawczej języków słowiańskich; autor słowników starosłowiańsko-grecko-łacińskich, etymolog języków słowiańskich.
Od lat 60. XIX w. prowadził badania nad historią języka albańskiego, a także nad jego fonetyką i morfologią. Efektem tych badań jest trzytomowe dzieło Albanische Forschungen (Studia albańskie), wydane w Wiedniu, w latach 1870–1871, w którym autor poświęcił sporo uwagi obecności slawizmów w języku albańskim.
Był następcą Jerneja Kopitara na posadzie cenzora książek słowiańskich w Wiedniu.
W 1863 otrzymał Krzyża Kawalerski Orderu Leopolda, w 1869 Order Pour le Mérite za naukę i sztukę. W 1883 roku został uhonorowany tytułem honorowego obywatela Lublany, a w sierpniu 1887 został odznaczony ustanowioną wówczas Odznaką Honorową za Dzieła Sztuki i Umiejętności.